# Postumius Rufius Festus Avienus
Postumius Rufius Festus Avienus (fl. 366) était un homme politique de l'Empire romain.

## Ascendance
Fils de Rufius Festus Avienus, corrector de Lucanie, et de sa femme Petronia Probina, petit-fils paternel de Rufius Festus, consularis vir autour de 310, petit-fils maternel de Petronius Probianus et de sa femme Anicia et arrière-petit-fils paternel de Rufius Festus, arrière-arrière-petit-fils paternel de Gaius Rufius Proculus, curateur de travaux publics en 236, et de sa femme Publilia, arrière-arrière-arrière-petit-fils paternel de Gaius Rufius Festus Laelius Firmus, vir consularis, et de sa femme Lusia Marcella, et arrière-arrière-arrière-arrière-petit-fils paternel de Gaius Rufius Festus et de sa femme Laelia Firmina.

## Vie
Il fut proconsul d'Achaïe et d'Afrique en 366 et un poète et écrivain connu. Il a composé des poèmes lyriques sur les sciences. Il a traduit en latin Les Phénomènes d'Aratus.

## Descendance
Il s'est marié avec Maecia Placida, fl. 370, fille de Marcus Maecius Memmius Furius Baburius Caecilianus Placidus et de sa femme Fabia Paulina Titiana. Ils ont eu pour fils: Rufius Maecius Placidus, consularis vir en 370, marié avec Valeria, fille de Lucius Valerius Maximus Basilius et de sa deuxième femme Vulcacia, les parents de Rufius Avienus et de Rufius Valerius Messalla ; Rufius Festus, tribun et notaire, fl. 383 ; et Rufius Postumianus.